# Deux de cœur
Le deux de cœur (2♥) est une carte à jouer.

## Caractéristiques

### Généralités
Le deux de cœur fait partie des jeux de cartes utilisant les enseignes françaises. En France, on le retrouve dans les jeux de 52 cartes et dans certains jeux de tarot, mais pas dans les jeux de 32 cartes. Un deux et un cœur, il s'agit d'une valeur et d'une carte de couleur rouge.
De façon générale, le deux de cœur précède le trois de cœur. Suivant les jeux, il peut être la plus faible valeur de cœur ou être précédé de l'as de cœur. N'étant pas une figure, il a généralement une valeur nulle lors du décompte des points.

### Représentations
Comme les autres valeurs, la valeur du deux de cœur est représentée par des répétitions de son enseigne, ici un cœur stylisé rouge. Si le paquet indique la valeur des cartes dans les coins, celle du deux de cœur est reprise en mentionnée en chiffre (« 2 ») ; la couleur du texte (rouge ou noir) varie.
Dans les jeux de type français, les deux cœurs sont disposés verticalement sur une colonne au centre de la carte. En règle générale, le cœur du haut pointe vers le bas de la carte, celui du bas pointe vers le haut.

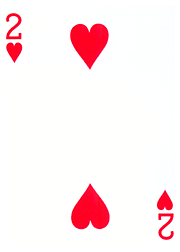
Deux de cœur d'un jeu de poker.
Deux de cœur, jeu hongrois. La valeur de la carte n'est pas indiquée en chiffre dans les coins.

### Équivalents
Dans les jeux utilisant les enseignes latines (Espagne, Italie, etc.), l'équivalent du deux de cœur est le deux de coupe.
Dans les jeux utilisant des enseignes allemandes, les valeurs s'arrêtent à sept et le sept de cœur est donc la plus petite carte des cœurs. Toutefois, ces mêmes jeux comportent des cartes appelées Daus — dont un Daus de cœur — qui remplissent le même rôle que les as dans les jeux aux enseignes françaises et qui dérivent d'une ancienne valeur deux.
En Suisse, l'équivalent du cœur est la rose. La valeur la plus basse est le six, mais les jeux suisses suivent le modèle allemand et possèdent un Daus de rose,,.

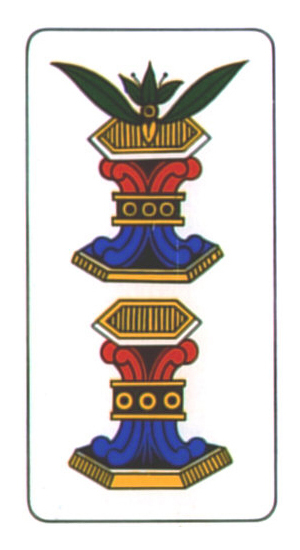
Deux de coupe, enseignes latines, portrait de Bergame.
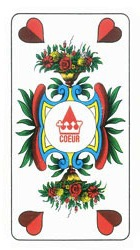
Daus de cœur, enseignes germaniques, portrait de Saxe.

## Historique
Les premières cartes à jouer éditées en Europe ne comportent aucune des enseignes rencontrées dans les jeux français contemporains. Les enseignes latines (bâtons, deniers, épées et coupes) sont probablement adaptées des jeux de cartes provenant du monde musulman,. Les enseignes françaises sont introduites par les cartiers français à la fin du XVe siècle, probablement par adaptation des enseignes germaniques (glands, grelots, feuilles et cœurs). Les enseignes françaises procèdent d'une simplification des enseignes précédentes, permettant une reproduction plus aisée (et donc un moindre coût de fabrication). L'enseigne de cœur est reprise des enseignes germaniques, mais fortement simplifiée. Les cœurs français dériveraient ainsi des coupes latines.

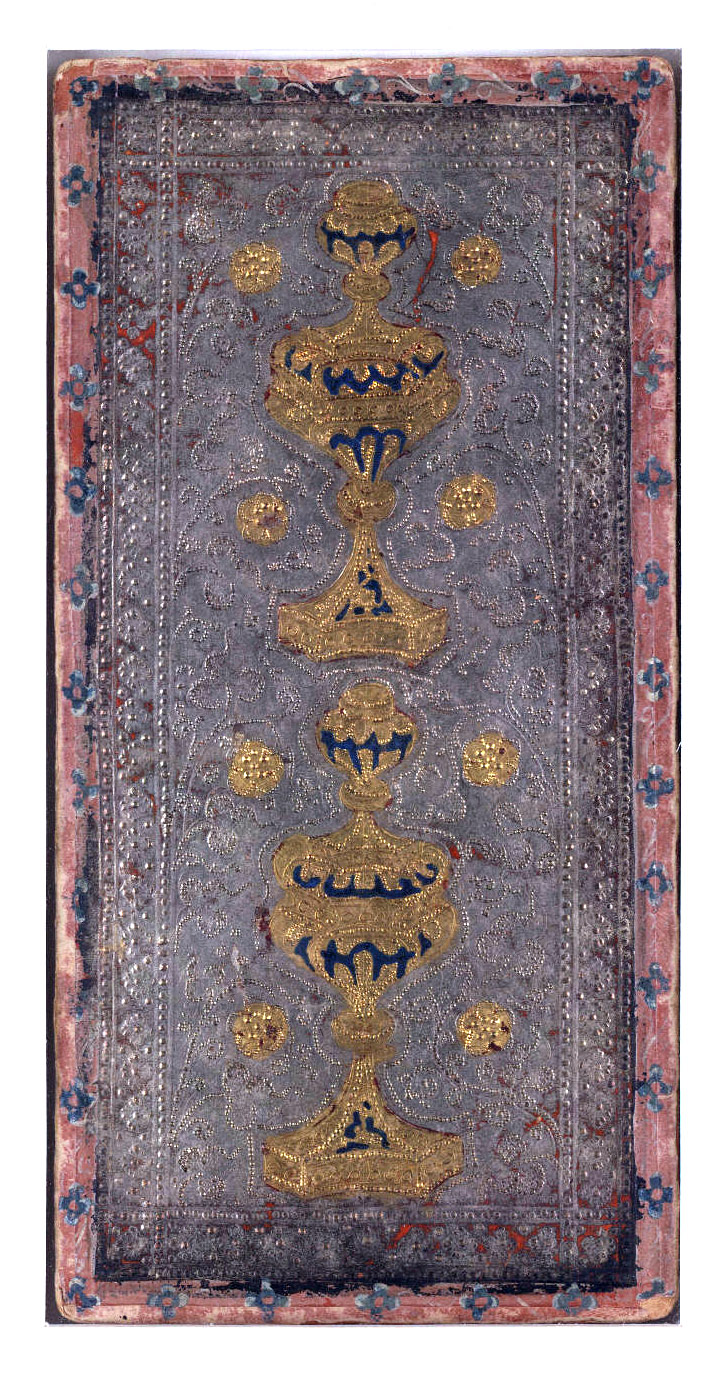
Le deux de coupe d'un tarot Visconti-Sforza ; le deux de cœur dériverait de ce type de carte.
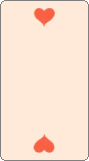
Deux de cœur d'un jeu de tarot du XIXe siècle

## Informatique
Le deux de cœur fait l'objet d'un codage dédiée dans le standard Unicode : U+1F0B2, « 🂲 » (cartes à jouer) ; ce caractère sert également pour le deux de coupe.